# 奧爾敦 (喬治亞州)
奧爾敦（英語：Owltown）是位於美國喬治亞州尤寧縣的一個非建制地區。該地的面積和人口皆未知。

## 地理
奧爾敦的座標為34°58′47″N 83°56′24″W / 34.97972°N 83.94000°W，而該地的平均海拔高度為606米（即1988英尺）。